# Cristiano Doni
Cristiano Doni (Rim, 1. travnja 1973.) je talijanski umirovljeni nogometaš i bivši nacionalni reprezentativac. Čak deset godina proveo je igrajući za Atalantu u kojoj je skupio gotovo 300 prvenstvenih utakmica dok je kao polušpica zabio preko sto pogodaka.
S Italijom je nastupio na Svjetskom prvenstvu 2002. gdje je odigrao dvije utakmice skupine protiv Ekvadora i Hrvatske.
Nakon prekida igračke karijere Doni je u prosincu 2011. uhićen u policijskoj akciji "Zadnji ulog" te je priznao sudjelovanje u namještanju utakmica dok je bio kapetan Atalante. Nogometaš je još u kolovozu 2011. kažnjen s tri i pol godine zabrane nastupa a klub s oduzimanjem šest bodova. Zbog akcije "Zadnji ulog", Doniju je izrečena suspenzija od pet i pol godina dok je bivši kapetan Lazija Giuseppe Signori završio u zatvoru.

## Karijera

### Klupska karijera
Doni je profesionalac postao s 18 godina kada je potpisao za Modenu koja ga je poslala na posudbe u Rimini i Pistoiese. Nakon toga odlazi u Bolognu s kojom je 1995. bio prvak Serie C a sezonu potom i Serie B. Iako se klub plasirao u viši rang, Doni je ostao u drugoj ligi gdje je igrao u Bresciji s kojom je također bio prvak Serie B.
1998. godine potpisuje za Atalantu Bergamo u kojoj je igrao do 2003. Nakon toga prelazi u Sampdoriju a kasnije je jednu sezonu bio član RCD Mallorce. Nakon toga je s klubom s Baleara sporazumno raskinuo ugovor kako bi mogao prihvatiti ponudu Atalante.
S klubom je potpisao dvogodišnji ugovor te je unatoč godinama bio standardan u Atalanti. Iako Rimljanin, Doni je bio emotivno veoma vezan za klub i grad tako da je 4. prosinca 2008. postao počasni građanin grada Bergama. Bio je toliko popularan da je lokalni pjevač Bepi napisao pjesmu "Cristiano Doni" njemu u čast prilikom njegovog povratka u Atalantu.
Igrač je morao prisilno prekinuti svoju nogometnu karijeru nakon što mu je talijanski sud 9. kolovoza 2011. izrekao kaznu od tri i pol godine zabrane igranja nogometa zbog uključenosti u namještanje utakmica. Također, u drugoj akciji "Zadnji ulog" provedenoj u prosincu 2011., igrač je priznao sudjelovanje u namještanju. Tada mu je izrečena suspenzija iz nogometa u trajanju od pet i pol godina.

### Reprezentativna karijera
Cristiano je za talijansku reprezentaciju debitirao 7. studenog 2001. u prijateljskoj utakmici protiv Japana igranoj u Saitami. Igrač je u svojem reprezentativnom debiju ujedno zabio i pogodak za konačnih 1:1.
Talijanski izbornik Giovanni Trapattoni uvrstio je nogometaša na popis reprezentativaca za Svjetsko prvenstvo 2002. a Doni je ondje igrao u susretima skupine protiv Ekvadora i Hrvatske.

#### Pogoci za reprezentaciju
| #  | Datum             | Mjesto         | Protivnik | Pogodak | Rezultat | Natjecanje            |
| -- | ----------------- | -------------- | --------- | ------- | -------- | --------------------- |
| 1. | 7. studenog 2001. | Saitama, Japan | Japan     | 1 : 1   | 1 : 1    | Prijateljska utakmica |

## Namještanje utakmica
U policijskoj akciji "Zadnji ulog" koja je izvedena u prosincu 2011., uhićeno je 17 osoba zbog namještanja utakmica a među njima i nogometaši Cristiano Doni te Luigi Sartoro. Privedeni su bili optuženi za namještanje utakmica i kontakte s kriminalnim skupinama istočne Europe i Singapura. Akcija je bila fokusirana na nekoliko utakmica Serie A i B.
Doni je priznao da je sudjelovao u namještanju utakmica talijanske druge lige. Za sportski dnevnik La Gazzetta dello sport je izjavio: "Znao sam da će utakmica Atalanta - Piacenza (3:0) biti namještena, i na to sam pristao i kladio se. Isto je bilo i s utakmicom protiv Ascolija (1:1). No, moram istaknuti da sam sve radio sam i da moj bivši klub Atalanta nije ništa znao o tome". Doni je zbog toga kažnjen pet i pol godišnjom suspenzijom iz nogometa.

## Osvojeni trofeji

### Klupski trofeji
| Klub             | Trofej  | Godina / sezona |
| Italija          | Italija | Italija         |
| ---------------- | ------- | --------------- |
| Bologna          | Serie C | 1994./95.       |
| Bologna          | Serie B | 1995./96.       |
| Brescia          | Serie B | 1996./97.       |
| Atalanta Bergamo | Serie B | 2010./11.       |

## Vanjske poveznice
- Profil i statistika igrača na National Football Teams.com
- Profil i statistika igrača na Soccerdatabase.eu
- Tuttocalciatori.net